# Une femme noire
 (janvier 2024).
Si vous disposez d'ouvrages ou d'articles de référence ou si vous connaissez des sites web de qualité traitant du thème abordé ici, merci de compléter l'article en donnant les références utiles à sa vérifiabilité et en les liant à la section « Notes et références ».
En pratique : Quelles sources sont attendues ? Comment ajouter mes sources ?
Une femme noire (titre original : Their Eyes Were Watching God) est un roman de l'écrivaine afro-américaine Zora Neale Hurston, paru en 1937. Sa parution est à l'époque controversée, car l'action se déroule dans la Floride du début du XXe siècle où sévit encore la ségrégation et le racisme, mais il est depuis devenu un monument de la littérature féministe et afro-américaine .
Le livre est traduit en français par Françoise Brodsky sous le titre Une femme noire en 1996 par les Éditions de l'Aube. En 2018, les éditions Zulma publient ce livre dans une nouvelle traduction de Sika Fakambi, restituant le Black English utilisé dans l'ouvrage, sous le titre Mais leurs yeux dardaient sur Dieu.

## Résumé
Le personnage principal est une femme noire d'environ 40 ans du nom de Janie Crawford. Elle raconte l'histoire de sa vie et de ses voyages à sa meilleure amie à travers un long flashback. Sa vie se découpe en trois grandes périodes correspondant chacune à un mariage avec un homme différent.
La grand-mère de Janie, Nanny, était une esclave qui tomba enceinte d'un homme blanc et donna naissance à une fille. Cette dernière fut violée lorsqu'elle était adolescente et accoucha de Janie qu'elle confia à Nanny. Le flirt de Janie avec un garçon de son quartier amène Nanny, qui ne veut pas qu'elle devienne sa « mule », à arranger son mariage avec Logan Killicks, un fermier plus âgé qui cherche une femme pour tenir sa maison en ordre et l'aider aux tâches de la ferme. Pour Janie, le mariage implique une relation amoureuse. L'idée qu'elle s'en fait découle d'un passage symbolique du début du roman où elle voit des abeilles polliniser un poirier ; elle voit dans le mariage un équivalent humain à ce processus naturel. Logan Killicks, à la différence de Janie, voit en sa femme  plus une aide pour les tâches domestiques qu'une amante ou une partenaire, et c'est après l'avoir frappée pour tenter de la contraindre à l'aider dans les travaux de la ferme que Janie s'enfuit avec le séduisant Joe Starks (Jody) pour aller à Eatonville.
Quand Starks arrive à Eatonville (la première communauté des États-Unis constituée uniquement de Noirs), il y trouve des habitants dénués de toute forme d'ambition. Il s'arrange alors pour acheter des terres aux propriétaires alentour, puis engage quelques habitants pour lui construire un bazar avant de se faire élire maire. Janie se rend bientôt compte que Joe ne voit en elle qu'un trophée. Il se sert de l'effet qu'elle produit sur les autres hommes du village pour assoir sa position dans la communauté. Il lui demande de s'occuper du magasin mais lui interdit toute participation aux activités qui se déroulent sous le porche et durant lesquelles se règle le cours de la vie du village.
À la mort de Starks, Janie se retrouve financièrement indépendante et est assaillie de prétendants plus ou moins riches et influents. Mais elle tombe amoureuse d'un vagabond passionné par les jeux d'argent dénommé Vergible Woods mais qui se fait appeler Ptit-Four. Elle vend alors le bazar pour le suivre à Jacksonville et l'épouser, puis ils vont s'installer dans la région des Everglades pour que Ptit-Four puisse participer à la récolte des haricots. Bien que leur relation ait ses hauts, ses bas et ses crises de jalousie, Janie trouve enfin dans sa relation avec Ptit-Four le mariage qu'elle a toujours souhaité.
Mais la région des Everglades est ensuite touchée par l'ouragan Okeechobee. Ptit-Four et Janie y survivent, mais Ptit-Four se fait mordre par un chien enragé alors qu'il tente de sauver Janie de la noyade. Il développe alors lui-même la maladie. Il finit par devenir fou et tente de tirer sur Janie avec son pistolet mais elle se défend en lui tirant dessus au fusil. Elle est alors accusée de meurtre. Au procès, les amis noirs de Ptit-Four témoignent contre elle tandis qu'un groupe de femmes blanches vient la soutenir. Le jury, exclusivement composé de Blancs, finit par acquitter Janie et elle offre des funérailles somptueuses à Ptit-Four. Ses amis finissent par lui pardonner et désirent qu'elle reste dans les Everglades. Elle décide malgré tout de retourner à Eatonville, mais elle n'y retrouve que des habitants qui cancanent sur ses mésaventures.

## Critique au moment de la parution
Bien que Une femme noire soit de nos jours au programme de beaucoup de filières de littérature noire-américaine aux États-Unis, le livre ne fut pas toujours bien reçu par les contemporains de Hurston. La critique s'est attardée sur son utilisation d'une retranscription phonétique du dialecte des Noirs d'origine africaine et caribéenne du début du XXe siècle dans le Sud des États-Unis. Richard Wright parlait en 1937 d'Une femme noire comme d'un « minstrel show propre à amuser les Blancs » et qui ne montrait aucun effort dans le travail de la fiction (« [It shows] no desire whatever to move in the direction of serious fiction »). Ralph Ellison, quant à lui, disait que le livre contenait « des passages ouvertement caricaturaux » (« a blight of calculated burlesque »). D'autres auteurs réputés du mouvement de la renaissance de Harlem furent pour leur part irrités de voir Hurston décrire des divisions entre Afro-américains basées sur la couleur plus ou moins sombre de leur peau, comme avec le personnage de Mme Turner, ainsi que par la façon dont elle dépeint les relations homme-femme dans la communauté noire[réf. nécessaire].
D'autres encore, telles que Forrest Ethel dans The Journal of Negro History, émettent au contraire des critiques positives. Elle parle d'un ouvrage qui est  « à de nombreux égards un roman historique », et loue la connaissance intime que s'est forgée l'autrice des façons de penser, du langage et des expériences de ses personnages.
Dans la presse plus traditionnellement lue par les Blancs, les critiques à l'inverse sont très positives, à l'instar de celle du New York Times, qui déclare « Il s'agit des Noirs... mais en réalité, il s'agit de tout le monde, ou du moins de tous ceux qui ne sont pas si civilisés qu'ils ont perdu la capacité à être glorieux ».
Les critiques émises sur l'utilisation qu'elle fait du langage vernaculaire, qui brosserait soi-disant le portrait d'une communauté noire inculte, ont également été opposées au Huckleberry Finn de Mark Twain. Mais la manière dont s'en sert Hurston lui permet de montrer que des relations humaines complexes et l'utilisation de métaphores sont possibles même dans un langage réputé inférieur aux standards de l'anglais.

## Pour approfondir

#### Notices dans des encyclopédies et manuels de références
- (en-US) Daniel S. Burt, The Novel 100 : A Ranking Of The Greatest Novels Of All Time, New York, Checkmark Books, 2010, 644 p. (ISBN 9780816078608, lire en ligne), p. 405-409

#### Essai
- (en-US) Henry Louis Gates Jr. (dir.) et Kwame Anthony Appiah, Zora Neale Hurston : Critical Perspectives Past and Present, New York, Amistad Press / Penguin USA (réimpr. 2000) (1re éd. 1993), 358 p. (ISBN 9781567430158, lire en ligne), p. 16-23

#### Articles
- (en-US) James R. Giles, « The Significance of Time in Zora Neale Hurston's: Their Eyes Were Watching God », Negro American Literature Forum, vol. 6, no 2,‎ été 1972, p. 52-53+60 (3 pages) (lire en ligne ),
- (en-US) S. Jay Walker, « Zora Neale Hurston's "Their Eyes Were Watching God ": Black Novel of Sexism », Modern Fiction Studies, vol. 20, no 4,‎ hiver 1974-1975, p. 519-527 (9 pages) (lire en ligne ),
- (en-US) Peter Schwalbenberg, « Time as Point of View in Zora Neale Hurston's Their Eyes Were Watching God », Negro American Literature Forum, vol. 10, no 3,‎ automne 1976, p. 104-105+107-108 (4 pages) (lire en ligne ),
- (en-US) Maria Tai Wolff, « Listening and Living: Reading and Experience in Their Eyes Were Watching God », Black American Literature Forum, vol. 16, no 1,‎ printemps 1982, p. 29-33 (5 pages) (lire en ligne ),
- (en-US) Lillie P. Howard, « Nanny and Janie: Will the Twain Ever Meet? (A Look at Zora Neale Hurston's Their Eyes Were Watching God) », Journal of Black Studies, vol. 12, no 4,‎ juin 1982, p. 403-414 (12 pages) (lire en ligne ),

- (en-US) Missy Dehn Kubitschek, « "Tuh De Horizon and Back": The Female Quest in Their Eyes Were Watching God », Black American Literature Forum, vol. 17, no 3,‎ automne 1983, p. 109-115 (7 pages) (lire en ligne ),
- (en-US) Claire Crabtree, « The Confluence of Folklore, Feminism and Black Self-Determination in Zora Neale Hurston's "Their Eyes Were Watching God" », The Southern Literary Journal, vol. 17, no 2,‎ printemps 1985, p. 54-66 (13 pages) (lire en ligne ),
- (en-US) Diane Matza, « Zora Neale Hurston's Their Eyes Were Watching God and Toni Morrison's Sula: A Comparison », MELUS, vol. 12, no 3,‎ automne 1985, p. 43-54 (12 pages) (lire en ligne ),
- (en-US) Donald R. Marks, « Sex, Violence, and Organic Consciousness in Zora Neale Hurston's Their Eyes Were Watching God », Black American Literature Forum, vol. 19, no 4,‎ hiver 1985, p. 152-157 (6 pages) (lire en ligne ),
- (en-US) Cyrena N. Pondrom, « The Role of Myth in Hurston's Their Eyes Were Watching God », American Literature, vol. 58, no 2,‎ mai 1986, p. 181-202 (22 pages) (lire en ligne ),
- (en-US) SallyAnn Ferguson, « Folkloric Men and Female Growth in Their Eyes Were Watching God », Black American Literature Forum, vol. 21, nos 1/2,‎ printemps-été 1987, p. 185-197 (13 pages) (lire en ligne ),
- (en-US) Jennifer Jordan, « Feminist Fantasies: Zora Neale Hurston's Their Eyes Were Watching God », Tulsa Studies in Women's Literature, vol. 7, no 1,‎ printemps 1988, p. 105-117 (13 pages) (lire en ligne ),
- (en-US) Molly Hite, « Romance, Marginality, Matrilineage: Alice Walker's "The Color Purple" and Zora Neale Hurston's "Their Eyes Were Watching God" », NOVEL: A Forum on Fiction, vol. 22, no 3,‎ printemps 1989, p. 257-273 (17 pages) (lire en ligne ),
- (en-US) Sandra Pouchet Paquet, « The Ancestor as Foundation in Their Eyes Were Watching God and Tar Baby », Callaloo, vol. 13, no 3,‎ été 1990, p. 499-515 (17 pages) (lire en ligne ),
- (en-US) Deborah Orr, « The Crone as Lover and Teacher: A Philosophical Reading of Zora Neale Hurston's "Their Eyes Were Watching God" », Journal of Feminist Studies in Religion, vol. 18, no 1,‎ printemps 2002, p. 25-50 (26 pages) (lire en ligne ),
- (en-US) Tina Barr, « 'Queen of the Niggerati' and the Nile: The Isis-Osiris Myth in Zora Neale Hurston's "Their Eyes Were Watching God" », Journal of Modern Literature, vol. 35, nos 3/4,‎ été 2002, p. 101-113 (13 pages) (lire en ligne ),
- (en-US) Margaret Marquis, « "When De Notion Strikes Me": Body Image, Food, and Desire in "Their Eyes Were Watching God" », The Southern Literary Journal, vol. 35, no 2,‎ printemps 2003, p. 79-88 (10 pages) (lire en ligne ),
- (en-US) Lisa Garrigues, « Porch Talk: Reading Their Eyes Were Watching God », The English Journal, vol. 93, no 1,‎ septembre 2003, p. 21-28 (8 pages) (lire en ligne ),
- (en-US) Judie Newman, « "Dis ain't Gimme, Florida": Zora Neale Hurston's "Their Eyes Were Watching God" », The Modern Language Review, vol. 98, no 4,‎ octobre 2003, p. 817-826 (10 pages) (lire en ligne )
- (en-US) Shawn E. Miller, « "Some Other Way to Try": From Defiance to Creative Submission in "Their Eyes Were Watching God" », The Southern Literary Journal, vol. 37, no 1,‎ 2004, p. 74-95 (22 pages) (lire en ligne ),
- (en-US) Luigi Monge, « Their Eyes Were Watching God: African-American Topical Songs on the 1928 Florida Hurricanes and Floods », Popular Music, vol. 26, no 1,‎ janvier 2007, p. 129-140 (12 pages) (lire en ligne ),
- (en-US) Laura Dubek, « "[J]us' listenin' tuh you": Zora Neale Hurston's Their Eyes Were Watching God and the Gospel Impulse », The Southern Literary Journal, vol. 41, no 1,‎ 2008, p. 109-130 (22 pages) (lire en ligne ),
- (en-US) Tracy L. Bealer, « "The Kiss of Memory": The Problem of Love in Hurston's "Their Eyes Were Watching God" », African American Review, vol. 43, nos 2 / 3,‎ été 2009, p. 311-327 (17 pages) (lire en ligne ),
- (en) Péter Gaál-Szabó, « Luminal Places and Zora Neale Hurston's Religio-Cultural Space in "Their Eyes Were Watching God" and "Jonah's Gourd Vine" », Hungarian Journal of English and American Studies (HJEAS), vol. 19, no 1,‎ printemps 2013, p. 101-120 (20 pages) (lire en ligne ),
- (en-US) Dale Pattison, « Sites of Resistance: The Subversive Spaces of "Their Eyes Were Watching God" », MELUS, vol. 38, no 4,‎ hiver 2013, p. 9-31 (23 pages) (lire en ligne ),
- (en-US) Marcus Harvey, « “Hard Skies” and Bottomless Questions: Zora Neale Hurston's Their Eyes Were Watching God and Epistemological “Opacity” in Black Religious Experience », Journal of Africana Religions, vol. 4, no 2,‎ 2016, p. 186-214 (29 pages) (lire en ligne ),
- (en-US) Leila Hajjari, Hossein Aliakbari Harehdasht, Parvin Ghasemi, « The Legacy of Romanticism: the Pear Tree and Janie Crawford in Zora Neale Hurston's Their Eyes Were Watching God », Journal of African American Studies, vol. 20, no 1,‎ mars 2016, p. 35-52 (18 pages) (lire en ligne )
- (en-US) Amanda Bailey, « Necessary Narration in Their Eyes Were Watching God », The Comparatist, vol. 40,‎ octobre 2016, p. 319-337 (19 pages) (lire en ligne ),
- (en-US) Gregory Phipps, « "It Takes Its Shape from de Shore It Meets": Creative Democracy and the Pragmatic Experience of Love in Zora Neale Hurston's Their Eyes Were Watching God », MELUS, vol. 43, no 1,‎ printemps 2018, p. 159-182 (24 pages) (lire en ligne ),
- (en-US) Nicole M. Morris Johnson, « Janie’s Gullah/Geechee Seekin Journey in Their Eyes Were Watching God », South Atlantic Review, vol. 84, no 1,‎ printemps 2019, p. 72-90 (19 pages) (lire en ligne ),
- (en-US) Alessandra Albano, « Nature and Black Femininity in Hurston’s Their Eyes Were Watching God and Tell My Horse », Journal of African American Studies, vol. 24, no 1,‎ mars 2020, p. 23-36 (14 pages) (lire en ligne )